# Dota 2
Dota 2, Defense of the Ancients (укр. Оборона стародавніх) — багатокористувацька відеогра в піджанрі MOBA, автономне продовження ідей карти DotA для гри Warcraft III: Reign of Chaos і її модифікації Warcraft III: The Frozen Throne. Dota 2 випущена компанією Valve Corporation для платформи Microsoft Windows в публічній бета-версії у 2011 році. Для OS X та Linux гру було випущено 18 липня 2013 року. Спочатку Dota 2 використовувала ігровий рушій Source, а в 2015 році була портована на Source 2. Dota 2 була першою грою, яка використовувала цей ігровий рушій. Dota 2 розповсюджується та підтримується ексклюзивно сервісом Steam.
У Dota 2 грають 2 команди по 5 осіб. Обидві команди мають свою окрему базу у протилежних кутах карти, та захищають її під час гри. Кожен із десяти гравців незалежно керує могутнім персонажем, якого називають героєм, кожен з яких має унікальні здібності та різний стиль гри. Виграє команда, яка першою знищить центральну будівлю на базі ворога, для цього герої протягом гри намагаються вбити ворожих героїв та допоміжних істот (кріпів) і зруйнувати захисні ворожі будівлі, здобуваючи таким чином досвід та золото для свого розвитку. Якщо герой помирає, то відроджується через деякий час на базі.
Це була одна з ігор, в яку найчастіше грали в Steam з моменту її виходу, з більш ніж мільйоном одночасних гравців на піку[джерело?]. Популярність гри призвела до створення офіційних товарів і медіа-адаптацій для неї, включно з коміксами та аніме-серіалами, а також до рекламних зв'язків з іншими іграми та ЗМІ. Гра також дозволяє спільноті створювати власні ігрові режими, карти та косметику, які завантажуються в Майстерню Steam. Дві додаткові гри, Artifact і Dota Underlords, також були випущені Valve. Dota 2 також використовувалася в експериментах з машинним навчанням, коли команда ботів, відома як OpenAI Five, показала здатність перемагати професійних гравців.

## Ігровий процес

Ігровий момент: герої вбивають кріпів

### Основи
Dota 2 — командна онлайн гра у жанрі MOBA. Ігровий процес будується навколо боротьби двох команд по п'ять героїв, кожен з яких контролюється одним із гравців. Кожна команда має свій табір: у правому верхньому куті мапи розташовується Темна сторона (The Dire), у лівому нижньому — Світла сторона (The Radiant).
Гра проходить у вигляді окремих партій, жодна з попередніх партій не впливає на майбутні. Для участі в партії гравець має розпочати пошук доступної гри. Коли на певному сервері набереться 10 гравців приблизно однакового рівня майстерності, партія розпочинається. На початку партії кожен гравець має вибрати одного з доступних героїв. Після того, як усі гравці оберуть собі героя, вони з'являються на карті й починається боротьба. Перемогою вважається знищення головної споруди на ворожій базі — Древнього (англ. Ancient, на ігровому сленгу — трон).
Герої — основа гри Dota 2, саме їхні дії визначають результат партії. Кожен із героїв має особливі навички та здібності та дерево талантів, які визначають їх роль і застосування в грі. Для досягнення мети герої протягом партії здобувають досвід і золото, знищуючи ворогів, зокрема — кріпів — ігрових істот, що контролюються штучним інтелектом і діють за встановленим алгоритмом. Здобутий досвід дає можливість героям підвищити рівень розвитку, що дає їм додаткові вміння або посилює ті, якими вони вже володіють.

### Карта
За основу створюваної карти Dota 2 було взято карту Dota з гри Warcraft III: Reign of Chaos.
Карта гри майже симетрична. Кожна команда має власний табір у кутах карти — головною метою гри є захист власного табору і знищення ворожого. На базі кожної команди також розташований фонтан — споруда, що відновлює життєві та магічні сили героїв та атакує ворогів при їх наближенні, Древній трон (англ. Ancient) — головна споруда, яку необхідно знищити/захистити, 6 бараків — споруд, із яких час від часу з'являються «кріпи» (при знищенні чужого бараку команда посилює своїх кріпів ближнього чи дальнього бою на кожній із трьох ліній), по 15 «колодязів», знищення яких приносить герою невелику кількість золота, 3 башти [T1, T2, T3] — захисні споруди, що атакують ворогів при їх наближенні. Бази поєднані трьома лініями: верхня — топ-лінія; нижня — бот-лінія; середня — мід-лінія. На кожній лінії розташовано по 2 башти кожної з команд. Що далі башта від бази, то вона слабша. Простір між лініями заповнено лісом або джунглями. У джунглях є табори нейтральних кріпів — по 14 у лісі кожної команди, Чотири з цих таборів зайнятий Древніми кріпами — сильними істотами, вбити яких на початкових рівнях дуже важко. Табори з кріпами-амфібіями можуть еволюціювати в табір з вищою складністю. Із північного заходу на південний схід перпендикулярно до мід-лінії по карті протікає річка, що поділяє карту на дві частини — світлу та темну.

### Режими гри
У налаштуваннях пропонуються такі «Режими гри»:
| Назва режиму          | Опис |
| --------------------- | --- |
| All Random            | Кожному гравцю дається випадковий герой. |
| All Pick              | Гравцю доступні всі герої, яких ще не обрали інші гравці.                                                                                         |
| Turbo                 | Пришвидшена версія режиму All Pick з додатковим золотом                                                                                           |
| Single Draft          | Гравцю дається на вибір чотири випадкових героя.                                                                                                  |
| Random Draft          | Гравці по черзі обирають героя з 20 випадкових.                                                                                                   |
| Least Played Mode     | Гравець не може обрати з-поміж 40 героїв, якими грає найкраще.                                                                                    |
| Captains Mode         | У кожній команді призначається капітан, який обирає 5 героїв для своєї команди і, таким чином, забороняє 5 героїв для обрання капітану суперника. |
| Ability Draft         | Гравцям даються випадкові герої. Потім гравці обирають вміння для своїх героїв.                                                                   |
| All Random Deathmatch | Гравцям даються випадкові герої. Після смерті дається новий герой. У кожної команді є по 40 життів.                                               |

Окрім цих є й інші режими, які можна обирати лише у приватному кабінеті:
| Назва режиму          | Опис |
| --------------------- | --- |
| Mid Only              | Гра ведеться лише на центральній лінії.                                                                                |
| Reverse Captains Mode | Капітанам надається можливість обирати героїв для команди суперника (за схемою Captains Mode).                         |
| Режим нового гравця   | Використовує модифікації режиму Turbo. Доступно 20 героїв. Боти, як правило, більш поблажливі в цьому ігровому режимі. |

## Сюжет

### Siltbreaker
Тривалий час Dota 2 не мала сюжетного режиму, проте у червні 2017 року Valve впровадили його у формі низки завдань, які гравці мусять виконувати разом. Він доступний тільки тим гравцям, що придбали «бойову перепустку» (англ. Battle Pass).
Сюжетну кампанію під назвою «Siltbreaker» поділено на два акти. Перший отримав назву «Піски Долі» (англ. The Sands of Fate) і присвячений пригодам у підводній в'язниці «Темний риф» (англ. Dark Reef), де герої мусять завадити звільненню злої сили.

### Crownfall
У квітні 2024 року Valve випустили сюжетну кампанію під назвою «Crownfall». Кампанія продовжує історію героїв Мстивої душі та Небогнівного мага та їх боротьбу проти сестри Мстивої душі та узурпаторки трону Небогнівного королівства – Імперії.
Коронопад поділено на чотири акти, які Valve випускали що кілька місяців. Проходження кожного акту полягає на відкриванні нових частин мапи події за жетони. Жетони можна заробити граючи в доту. За виграну гру на герої гравець отримував всі 3 жетони, які залежали тільки від героя, яким керував гравець. За програний матч гравець отримував лише один випадковий жетон героя. По мірі відкриття карти користувач отримував нагороду у вигляді ігрових предметів, наліпок, голосових реплік, смайликів, нових сюжетних коміксів та діалогів.

## Розробка
Розробка Dota 2 почалась 2009 року, коли Valve Corporation найняла IceFrog'а як головного дизайнера гри. Ігрові критики схвально оцінили графічні можливості гри та геймплей, а також те, що розробники зберегли основну механіку DotA. Серед недоліків гри було відзначено погано розроблену систему навчання, а також не надто люб'язну спільноту. DotA 2 стала найпопулярнішою грою в Steam, зі щоденним онлайном близько 800 000 осіб.
Завдяки сервісу Steam відкрито внутрішньоігровий магазин, в якому за реальні гроші можна придбати одяг та зброю для героїв (вони мають лише візуальні зміни і не дають переваг у грі), нових кур'єрів, ігрові бонуси, квитки на трансляцію чемпіонатів тощо.
З 16 серпня 2011 року почалося відкрите тестування бета-версії Dota 2, участь в якому могли взяти всі охочі (після попередньої реєстрації). Постійний онлайн сягав 300 тисяч осіб, кількість унікальних гравців  — понад 3 мільйони. З 9 липня 2013 Valve оголосила про завершення тестувань. Офіційний вихід гри затримується лише в Китаї та Південній Кореї через неоднозначності з державною політикою, яка обмежує наявність в іграх кривавих сцен насильства. На початку 2015 року кількість унікальних гравців досягла 10 мільйонів[джерело?].
Уночі 29 січня 2022 року Valve випустили оновлення середовища виконання Linux. Розробники продовжують удосконалювати Dota 2 і Steam, про що вони заявляли раніше.Також вночі 29 січня Valve оновили кооперативний режим гри з ботами, який призначений для новачків, і зняли штраф за покинуту гру в цьому режимі.

## Турніри з Dota 2
Dota 2, як і її попередниця DotA, є кіберспортивною дисципліною. Ще під час бета-тестування було проведено кілька великих турнірів, найбільшим з яких є The International, на території СНД популярним є турнір Starladder, також існує велика кількість регіональних турнірів та дрібних аматорських турнірів.

### The International
У перші дні бета-тестування на кіберспортивому чемпіонаті GamesCom було проведено турнір The International у дисципліні Dota 2, організований самою Valve. На ньому змагалися 16 найкращих команд світу, а сума призових була становила 1,6 млн доларів США. Переможцем турніру, а також власником одного мільйона доларів, стала українська команда Natus Vincere (Na'Vi).
Через рік в американському місті Сієтл було проведено другий турнір The International 2. Переможцем турніру та власником мільйона доларів стала китайська команда iG, команда Natus Vincere посіла друге місце.
2013 року знову в Сієтлі було проведено черговий турнір The International 3 (Ti3). Переможцем турніру та власником 1 437 190 доларів стала шведська команда Alliance, команда Natus Vincere посіла друге місце та здобула 632 364 доларів, третє місце посіла команда Orange (287 438 доларів)
2014 року проведено турнір The International 2014. Він теж відбувся в Сієтлі. Призовий фонд турніру сягнув 10 мільйонів доларів. Переможцем турніру стала китайська команда Newbee. Вона отримала 5 мільйонів доларів.
The International 2015 пройшов із 3 по 8 серпня 2015 року в Сієтлі. Україну знову представляла Natus Vincere. Переможцем став північноамериканський колектив Evil Geniuses.
У 2016 турнір The International 2016 тривав із 8 по 13 серпня також в Сієтлі. Na'Vi отримали запрошення безпосередньо від організаторів (англ. Direct invitation). Призовий фонд становив $20 770 460, а приз за перше місце — $9 139 002. Перше місце посіла китайська команда Wings Gaming. За перебігом турніру спостерігали близько 5,5 млн чоловік, близько половини з них — із Китаю. Natus Vincere поділила чотири останні місця (13—16), заробила $103 828.
У 2017 на турнірі The International 2017 перемогла команда Team Liquid, вигравши більше $10 млн.
У 2018 на турнірі The International 2018 перемогла команда OG, вигравши $11 млн[джерело?].
У 2019 на турнірі The International 2019 перемогла команда OG, вигравши $15 млн.
2020 року турнір не проводився через пандемію COVID-19.
У 2021 на International 2021 здобула перемогу команда Team Spirit, вигравши $18 млн.
У 2022 на International 2022 здобула перемогу команда Tundra, вигравши $8.5 млн

#### Відбір на The International
На початку The International відбір на нього здійснювали організатори, які надсилали командам запрошення (англ. invite).
За кілька років на адресу Valve прозвучало чимало критики від фанатів і професійних гравців, через «непрозору» систему видачі заповітних запрошень. На головний турнір року часто запрошували команди, які демонстрували відверто слабкі результати протягом ігрового сезону. З іншого боку, колективи, які стабільно займали призові місця на найбільших LAN-турнірах, були змушені відбиратися на TI через довгі кваліфікації.
2017-го року компанія Valve впровадила новий формат проведення професійного сезону з кібердисципліни Dota 2 — Dota Pro Circuit (DPC). Основною метою нововведення було забезпечити неупереджену видачу прямих запрошень командам на участь у «The International».

##### Сезон 2017—2018
Починаючи з осені 2017-го року, був запущений перший професійний сезон Dota Pro Circuit, що включав 22 турніри, де крім призового грошового фонду розігрувалися рейтингові очки. Ігровий рік включав 9 турнірів рівня Major і 13 рівня Minor. Безпосередньо на TI запрошували 8 команд, які набрали найбільше очок за підсумками всіх Dota 2 турнірів, де розігрувалися рейтингові DPC-очки.

##### Сезон 2018—2019
У другому сезоні формату Dota Pro Circuit було усунуто деякі недоліки попереднього. Кількість команд, які безпосередньо потрапили на The International 2019 було збільшено до 12, а кожен з 6-ти регіонів отримував тільки по одному слоту з кваліфікацій на The International 2019, що виглядало більш чесно.

##### Сезон 2019—2020
У третьому сезоні було вирішено об'єднати відбіркові кваліфікації для Minor і Major турнірів — щонайменше по дві команди з кожного регіону проходили на головний турнір напряму, а колективи, що посіли треті місця, відправлялися на втішні змагання Minor.
У 2020 році Forbes розкрила розподіл призових, зарплати та вартість трансферу гравців у Dota 2. Максимальна зарплата суперзірки в кіберспорті — $35 тис. на місяць. Топові гравці в середньому мають зарплату $10 — 15 тис., а початківці до $5 тис. на місяць. При цьому в кіберспорті поки що немає жодних зарплатних і трансферних обмежень.

### В Україні
Ігровий турнір GAME CUP CEE з Dota 2 був проведений у вересні 2019 в рамках виставки CEE.
У призовий фонд The International 11 українці задонатили феноменальну суму, витративши на Battle Pass більше ніж 1,5 мільйони доларів США (на жовтень 2022). Завдяки цьому Україна не тільки піднялася на п'яту сходинку в світі за підтримкою TI11, а і встановила своєрідний рекорд відданості гри від Valve.